# Fabrizio Carola

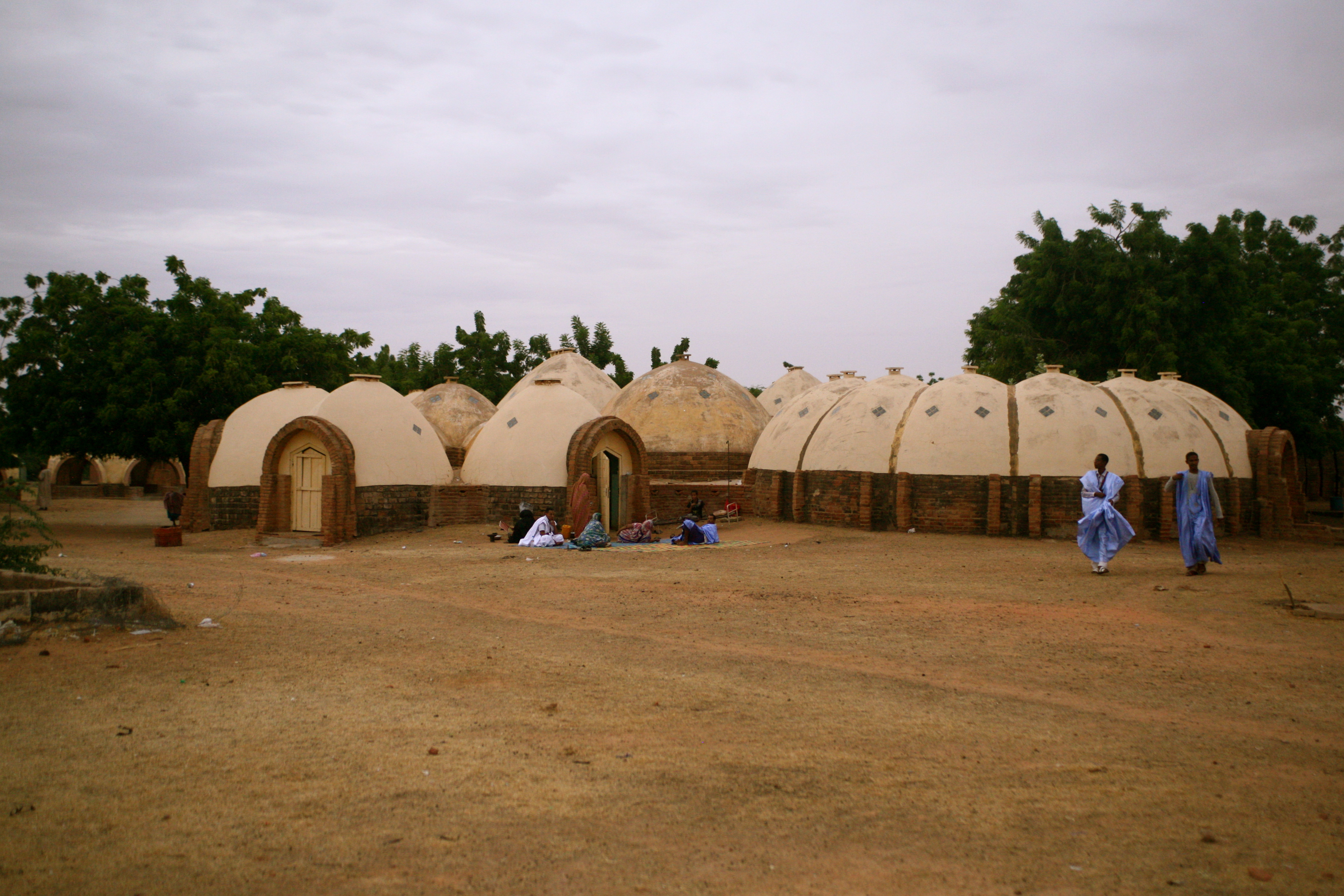
Ospedale di Kaédi

Fabrizio Carola (Napoli, 2 aprile 1931 – Napoli, 4 gennaio 2019) è stato un architetto, designer e urbanista italiano. Importante esponente dell'architettura bioclimatica, molto conosciuto in ambito internazionale per i suoi progetti realizzati in Africa durante la sua carriera. Negli ultimi decenni divenne promotore di workshop di progettazione ed autocostruzione di cupole in laterizio monostrato presso San Potito Sannitico.

## Biografia
Nato da una facoltosa famiglia partenopea, da parte paterna discendeva da una consolidata stirpe di ingegneri e costruttori mentre la madre da una dinastia di architetti da cinque generazioni. Curioso ed irrequieto, si allontanò giovanissimo dalla famiglia vendendo la sua vespa per procurarsi da vivere all'estero e conoscere culture, luoghi e civiltà diverse da quella italiana. Nel 1956 ottenne la sua prima laurea in architettura presso École nationale supérieure d'architecture La Cambre di Bruxelles, nella stessa città aprì il suo primo studio, dove lavorò dal 1956 al 1960 e contemporaneamente ottenne la sua seconda laurea in architettura presso l'ateneo partenopeo. Il periodo belga lo vide partecipe nelle più contemporanee esperienze linguistiche europee, i temi ricorrenti nel suo linguaggio giovanile sono la ricerca nella prefabbricazione e l'intensivo uso del legno come nelle applicazioni alle architetture espositive presso la XI fiera internazionale del legno a Gand. Per la ditta belga De Coene sviluppò un prototipo di abitazione prefabbricata in legno bakelizzato. Nel 1957 progettò padiglioni espositivi in legno per una vetreria e un padiglione per l'Esposizione di Saint-Cloud. Il successivo anno realizzò il padiglione dei Fiori all'Expo 1958 tenutasi a Bruxelles. Tra il 1959 e il 1960 fu autore di progetti per abitazioni in legno prefabbricate per la DeCoene. Tra il 1961 e il 1963 compì la sua prima esperienza nel continente africano, precisamente in Marocco dove, con l'incarico di pianificatore del Dipartimento urbanistico del Ministero dei Lavori Pubblici di Rabat, studiò un piano per gli agglomerati rurali del Paese.
Dal 1965 operò anche in Italia, il suo primo progetto italiano fu la Libreria Macchiaroli a Napoli. Successero ad esso un prototipo di bagno in vetroresina per la ditta Pisani e la vittoria del concorso Regolo d’oro Domus-Brenta Precompressi, sviluppato insieme agli ingegneri Ettore Minervini e Luciano Boscotrecase. L'edificio con travi portanti del 1967 è un esempio di questo approccio per la predilezione delle tecniche di prefabbricazione. Progettò gli interni della galleria d'arte Il Centro a Napoli e brevettò il modello di un chiosco in vetroresina. Contemporaneamente lavorò a Catania, dove realizzò il "Negozio Fusodoro" e il villaggio vacanze Touring Club di Francia a Calatabiano. Tra la fine del decennio e gli inizi del successivo, fu autore di diversi allestimenti commerciali di proprietà Fusodoro tra Palermo e Roma, nonché di progetti di design per Artemide, indice della sua poliedricità.
È negli anni settanta che la sua carriera prese una direzione molto particolare. Nel 1972 si trasferì in Africa dove imparò a conoscere le tecniche costruttive locali. Il suo primo progetto africano fu una casa-ufficio in terra cruda ad Akka, in Mali. Significativi del periodo furono i progetti per un bar-ristorante in terra cruda a Mopti, i padiglioni per la Fiera dell'Agricoltura in Mauritius e l'Ospedale oftalmologico di Moka. Contemporaneamente sviluppò progetti e modelli in Italia per un tavolo e per l'impresa di costruzioni di famiglia. Particolarmente interessante fu il progetto per una piramide in Egitto nel 1978. La svolta nella sua carriera di progettista avvenne nel 1981 quando progettò il suo primo sistema di cupole autoportanti in mattoni di terra cruda su larga scala, l'Ospedale Regionale di Kaédi. La costruzione si concluse nel 1984. Contemporaneamente avviò la sperimentazione di strutture in gesso ed edificò in Mali una scuola elementare e una moschea con le tecniche tradizionali. A Milano sviluppò il prototipo di una bicicletta elettrica per il centro cittadino in collaborazione con Carla Matessi. Nel 1985 l'Unicef lo incaricò di insegnare ai Tuareg a costruire un villaggio a Gao. Nel 1987 fondò a Napoli l'Associazione culturale N.E.A., acronimo di Napoli Europa Africa, con la convinzione che Napoli è capitale del Mediterraneo e quindi luogo ideale per favorire lo scambio tra l'Europa e l'Africa. Nel 1995 vinse il premio Aga Khan per l'Ospedale di Kaédi e nel 2008 fu insignito del premio Global Award for Sustainable Architecture a Parigi e nel 2011 del premio Vassili Sgoutas a Tokio] per l’uso di materiali e strutture rispettose della cultura del luogo. Negli anni più tardi della sua longeva carriera, oltre ad edificare numerose strutture in Africa secondo la sua metodologia, fu anche promotore di un interessante workshop internazionale di autocostruzione di piccole cupole come ricerca per nuove tipologie abitative. Uno dei suoi ultimi progetti, realizzati con la sua metodologia, fu il complesso scolastico a San Potito Sannitico nel 2015.

## Metodologia progettuale

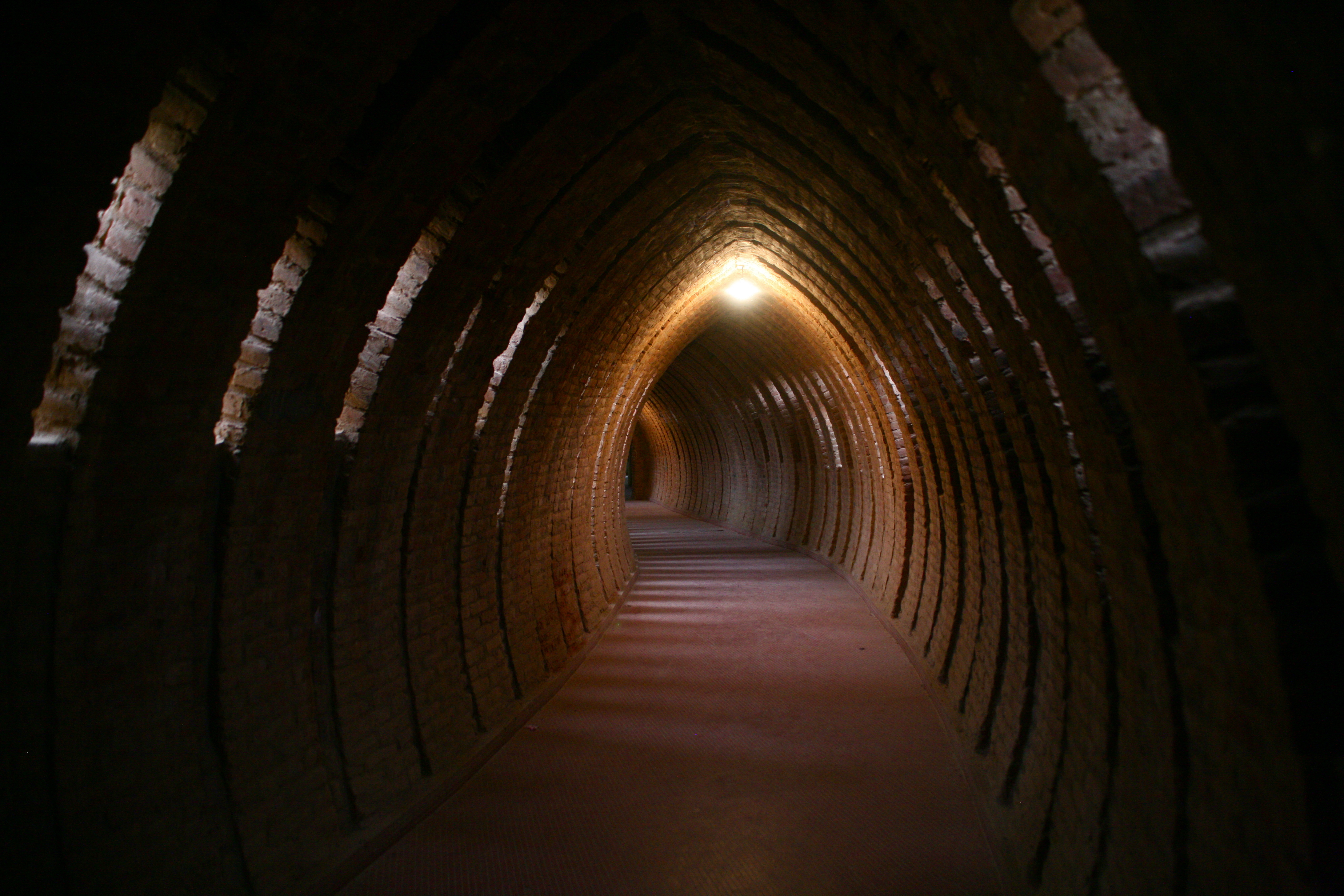
Ospedale di Kaédi, corridoi interni

Archiviate le esperienze giovanili della prefabbricazione del cemento e del legno il suo approccio cambiò radicalmente dopo essersi trasferito in Mali. Già nel libro di Hassan Fathy, "Costruire con le persone", si parla di un metodo semplice per costruire cupole da un compasso secondo l'approccio dei Nubiani. L'ingenuità del sistema risiede nell'economia dei materiali. Questo sistema a cupola sintetizza la parete di sostegno verticale e la struttura orizzontale (trave e pavimento) in un gesto continuo e curvo, sufficiente per ospitare le attività umane. Carola conobbe e frequentò Fathy negli anni Settanta e da lui apprese la tecnologia costruttiva nubiana. Carola modificò il compasso adattandolo al suo scopo dove alza il braccio di circa un metro da terra e lo sposta sulle ascisse per ottenere cupole a doppia curvatura ogivali più capienti ed ariose. L'ospedale di Kaédi ha sintetizzato in modo egregio la metodologia nubiana. Le sale operatorie, a differenza di quelle dedicate alla degenza, si caratterizzano per una struttura a doppia calotta per godere del principio di regolazione climatica naturale dello spazio. La calotta d'aria in questo modo consente di gestire meglio la temperatura della sala ed evitare l'esposizione a infezioni postoperatorie. Il campionario delle forme di Carola, costruite attraverso il suo compasso modificato, consente la costituzione di un abaco formale molto limitato, infatti le cupole sono di tre tipi: ogivale, a limone e a goccia e vengono integrate fra loro per ottenere le differenti combinazioni di spazi abitabili. 
Fabrizio Carola ha bandito molto presto l'uso dei materiali della tradizione costruttiva occidentale contemporanea. Il materiale principale che ha usato è stato la terra, essiccata o cotta nelle fornaci che lui stesso ha allestito con gli abitanti dei villaggi. Il combustibile utilizzato è la corteccia di riso, un rifiuto naturale non commestibile.